# NMBS/SNCB-Reihe 36
Die Reihe 36 der Belgischen Staatsbahnen (SNCB) war eine Bauart von Güterzug-Dampflokomotiven der Achsfolge 1’E (Decapod) mit Vierzylindertriebwerk. Während des Ersten Weltkriegs wurde ein Teil der Lokomotiven nach Russland verkauft und dort umgebaut.

## Konstruktion und Bau
Seit dem Anfang des 20. Jahrhunderts entwickelte der Ingenieur Jean-Baptiste Flamme mehrere Bauarten von Heißdampflokomotiven. Nach Versuchen mit Verbundtriebwerken in einer Lokomotive der Reihe 19bis entschied er sich für Vierlings-Triebwerke mit einfacher Dampfdehnung, die in mehreren Baureihen, insbesondere in den leistungsfähigen Reihen 36 (für Güterzüge) und 10 (für Schnellzüge) eingesetzt wurden. Von 1909 bis 1914 wurden 136 Lokomotiven dieser Reihe mit den Nummern 4365–4500 gebaut. Weitere 17 Lokomotiven wurden 1921/1922 gebaut und als Nummern 4348 bis 4364 in Dienst gestellt.
Die Kessel beider Bauarten waren bis auf die Maße der Feuerbüchsen identisch. Zugunsten einer größeren Feuerbüchse war der hintere (dritte) Kesselschuss konisch ausgeführt. Die Reihe 36 war mit Vorlaufgestellen der Bauart Flamme ausgerüstet, die die Laufachse und die erste Kuppelachse verbanden. Hierdurch mussten die Kuppelstangenlager als Kugelgelenke ausgeführt werden. Der Abstand zwischen der 1. und 2. sowie zwischen der 3. und 4. Kuppelachse war größer als der zwischen der 2. und 3. sowie 4. und 5. Kuppelachse.
Ursprünglich besaßen sie keine Achslagerstellkeile, weshalb die Buchsen schnell ausschlugen. In Russland wurden deshalb die Achslagerbuchsen durch den Einbau von Stellkeilen im Werk Poltawa verändert.
Mit Rücksicht auf das Lichtraumprofil wurden anstelle äußerer Schwingenkurbeln innere Exzenter eingebaut, mit deren Hilfe die Schwingen über spezielle Kurbelwellen bewegt wurden. In Russland war es aufgrund des größeren Lichtraumprofils möglich, die Steuerung so zu verändern, dass einfache und für den Betrieb günstigere äußere Schwingenkurbeln eingebaut werden konnten.

## Betrieb und Umbauten
Die Lokomotiven der Reihe 36 kamen vor allem auf den Strecken Brüssel–Namur, Namur–Luxemburg, Lüttich–Jemelle, Athus–Meuse und Verviers–Trois Ponts zum Einsatz. Sie galten zur Bauzeit als die stärksten Güterzuglokomotiven Europas. Erzzüge von 1300 Tonnen auf der Rampe von Poix-Saint-Hubert nach Libramont wurden mit Vorspann und Schiebelok, also mit drei Lokomotiven dieser Baureihe, gefahren. Der Erfolg der Reihe 36 inspirierte die Lancashire and Yorkshire Railway 1913/1914 zum Entwurf einer ähnlichen vierzylindrigen Güterzuglokomotive, der aber nicht verwirklicht wurde.
Im Ersten Weltkrieg wurden 113 Lokomotiven dieser Reihe nach Frankreich evakuiert, konnten aber dort wegen ihrer hohen Achslast nicht eingesetzt werden. 1915 wurden davon 60 Stück nach Russland verkauft, um auf den normalspurigen Strecken in Galizien und im Osten Polens eingesetzt zu werden. Ein Teil der Lieferung ging auf dem Seeweg durch U-Boot-Angriff verloren, die übrigen wurden schließlich auf 1524 mm Spurweite umgebaut und, als Klasse Ф oder Фл (als Abkürzung des Namens des Konstrukteurs Flamme) eingeordnet, bei Jekaterinburg eingesetzt. Sie waren noch 1962 im Dienst. Acht nach Deutschland verbrachte Lokomotiven wurden nach dem Waffenstillstand dort repariert und an Belgien zurückgegeben, so dass nach dem Ersten Weltkrieg noch 76 Exemplare dieses Typs vorhanden waren und in Betrieb genommen wurden.
Ab 1925 erhielten die Lokomotiven der Reihe 36 Doppelschornsteine und längere Rauchkammern und ab 1928 als erste Baureihe der SNCB Doppel-Luftpumpen anstelle der bisher verwendeten einfachen Luftpumpen der Bauart Westinghouse. Die komplizierte Steuerung der Dampfmaschine über Exzenter wurde durch den Einbau einer klassischen Steuerstange vereinfacht. Ab 1937 erhielten die Lokomotiven einen zweiten Sandkasten über der Feuerbüchse. Durch die Umbauten, die sporadisch bis 1943 vorgenommen wurden, erhöhte sich die Masse der Loks auf 109,5 Tonnen, die Reibungsmasse stieg um eine Tonne und die Leistung auf 2300 PS. Umgebaute Lokomotiven wurden als Reihe 36bis bezeichnet. Sie konnten auf Steigungen von 13 ‰ Züge von 1000 Tonnen allein befördern, mit Schiebelok auf einer Steigung von 17 ‰ sogar Züge von 1700 Tonnen.
1947 wurde die Reihe 36 aus dem Verkehr gezogen, da modernere Lokomotiven der Reihen 25 und 26 zur Verfügung standen. Die letzten Vertreter der Reihe 36 waren in Latour, Stockem, Jemelle, Ronet und Ottignies beheimatet.